# Монархия Соломоновых Островов
Соломоновы Острова — конституционная монархия и королевство Содружества, король Карл III является главой государства, с официальным титулом «Король Соломоновых островов». Представлена генерал-губернатором.

## Наследование престола
Наследование престола осуществляется согласно Акту о престолонаследии 1701 года с изменениями от 2011 года. Порядок престолонаследия определяется принципом абсолютной примогенитуры (известной также как шведская система престолонаследия), то есть престол передаётся по нисходящей линии независимо от пола. Кроме того, наследник до момента вступления на престол должен быть протестантом и находиться в евхаристическом общении с англиканской церковью, но может вступать в брак с католиком.
В данное время наследником престола является принц Уильям, наследником второй очереди — старший ребёнок принца Уильяма Джордж Уэльский.

## Титул
На Соломоновых островах официальный титул Короля гласит:
- англ. Charles the Third, by the Grace of God, King of Solomon Islands and His other Realms and Territories, Head of the Commonwealth[2]

## Список
| Имя                               | Портрет | Годы правления               | Примечания |
| --------------------------------- | ------- | ---------------------------- | --- |
| Елизавета II (англ. Elizabeth II) |         | 7 июля 1978— 8 сентября 2022 | Дочь Георга VI, глава Содружества наций, королева Австралии, Антигуа и Барбуды, Багамских островов, Барбадоса, Белиза, Гренады, Канады, Маврикия, Новой Зеландии, Папуа — Новой Гвинеи, Сент-Винсента и Гренадин, Сент-Китса и Невиса, Сент-Люсии, Соломоновых островов, Тувалу, Фиджи и Ямайки. |
| Карл III (англ. Charles III)      |         | 8 сентября 2022 — н. в.      | Сын Елизаветы II, глава Содружества наций, король Австралии, Антигуа и Барбуды, Багамских островов, Белиза, Гренады, Канады, Новой Зеландии, Папуа — Новой Гвинеи, Сент-Винсента и Гренадин, Сент-Китса и Невиса, Сент-Люсии, Соломоновых островов, Тувалу и Ямайки.                             |